# تاج خاتون (قم)
تاج خاتون روستایی است از توابع بخش سلفچگان شهرستان قم در استان قم ایران.
طبق بررسی های باستان شناسان و آثارکشف شده قدمت این روستا را از ۳تا ۴هزار سال تخمین زده اند. 
بناهای تاریخی این روستا اغلب بخاطر بی توجهی و عوارض طبیعی از بین رفته اند ولی همچنان اثرات بجا مانده از بناها شهود این ماجرا می باشند . 
این روستا منطقه های قدیمی به نام های:قاضی خلیفه، صوفی آباد، شمس آباد ، خنجرآباد ، شیرین آباد و چرخکی را دارا می باشد.  
گویش مردم این منطقه فارسی می باشد.
عموم فامیلی ها "وفائی تاج خاتونی" می باشد که این فامیلی اصیل، تاج خاتون می باشد . 
این روستا مفتخر به داشتن ۱۵ شهید می باشد که در جنگ ۸ساله تحمیلی عراق که در حفظ آب و خاک میهن خویش مخلصانه دفاع کردند.

تیم فوتبال دهه ۶۰ تاج خاتون

تصاویری از چشم انداز های تاج خاتون

## تصاویر تاریخی
تصاویر تاریخی از روستای تاج خاتون و اهالی 

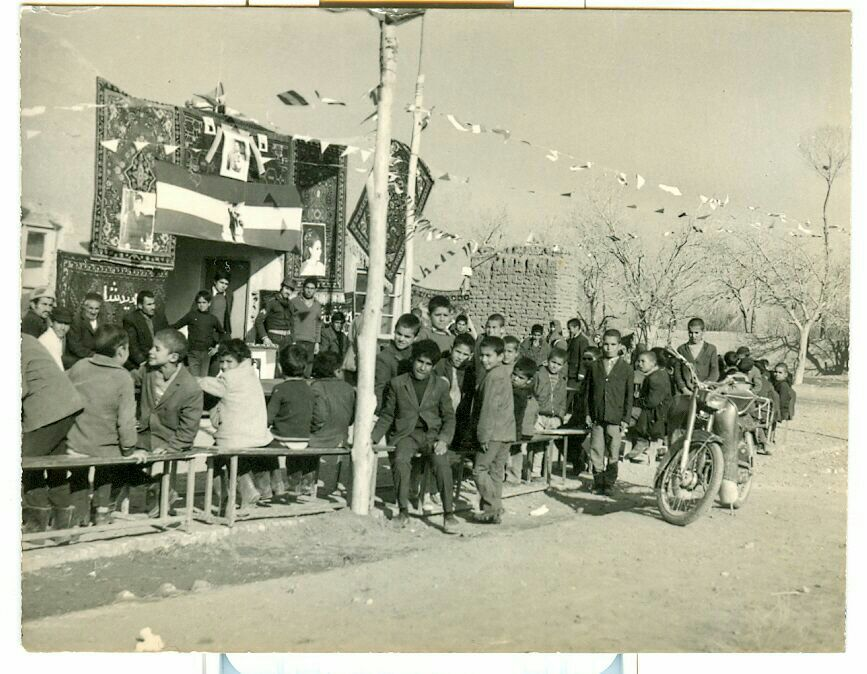
Historical photos of the people and village of Taj Khatun

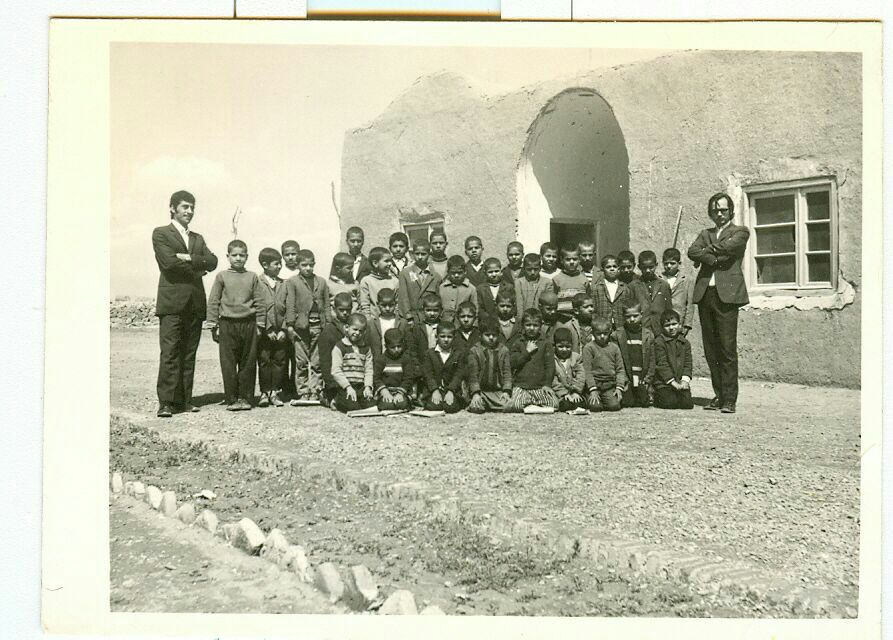
Historical photos of the people and village of Taj Khatun

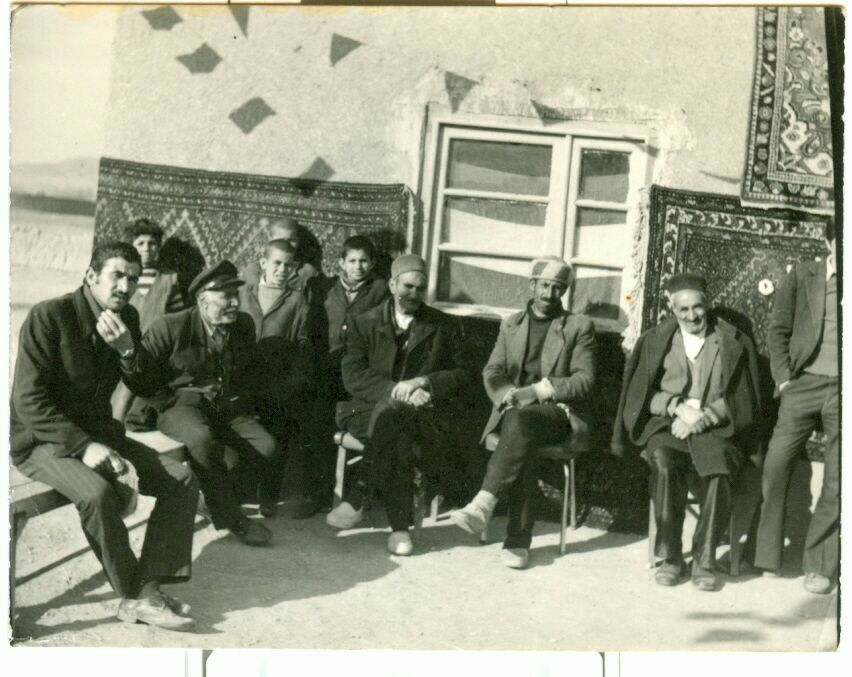
Historical photos of the people and village of Taj Khatun

## صفحه اینستاگرام تاج خاتون
صفحه رسمی اینستاگرام تاج خاتون

## کشاورزی و باغ داری
عموم کشت زراعی این منطقه جو میباشد که هرساله کشت می شود و مستقیم برای دام های منطقه استفاده میشود.
درختان میوه مرسوم باغات این منطقه [انار ، انگور ، انجیر ، توت سفید ، شاه توت ، گردو ، آلوچه و قیسی] می باشد.
این روستا دارای ۶ رشته قنات آب است که نشان دهنده اهمیت مردم روستا به کشاورزی از قدیم الیام تا به اکنون بوده است.

کشاورزی سنتی به دلیل کمبود آب در منطقه دیگر جایز نیست ولی در چند دهه گذشته تاج خاتونیها رو به کشاورزی مدرن(گلخانه داری)آورده اند.
گلخانه های تاسیس شده در روستا هر یک کاربری های متفاوتی اعم از:پرورش گل و گیاه های آپارتمانی، تولید و پرورش نهال های میوه، گیاهان داروئی و گیاه های زینتی دارند.

## جمعیت
این روستا در دهستان راهجرد شرقی قرار دارد و براساس سرشماری مرکز آمار ایران در سال ۱۳۸۵، جمعیت آن ۴۶۸ نفر (۸۱خانوار) بوده‌است.

## منابع

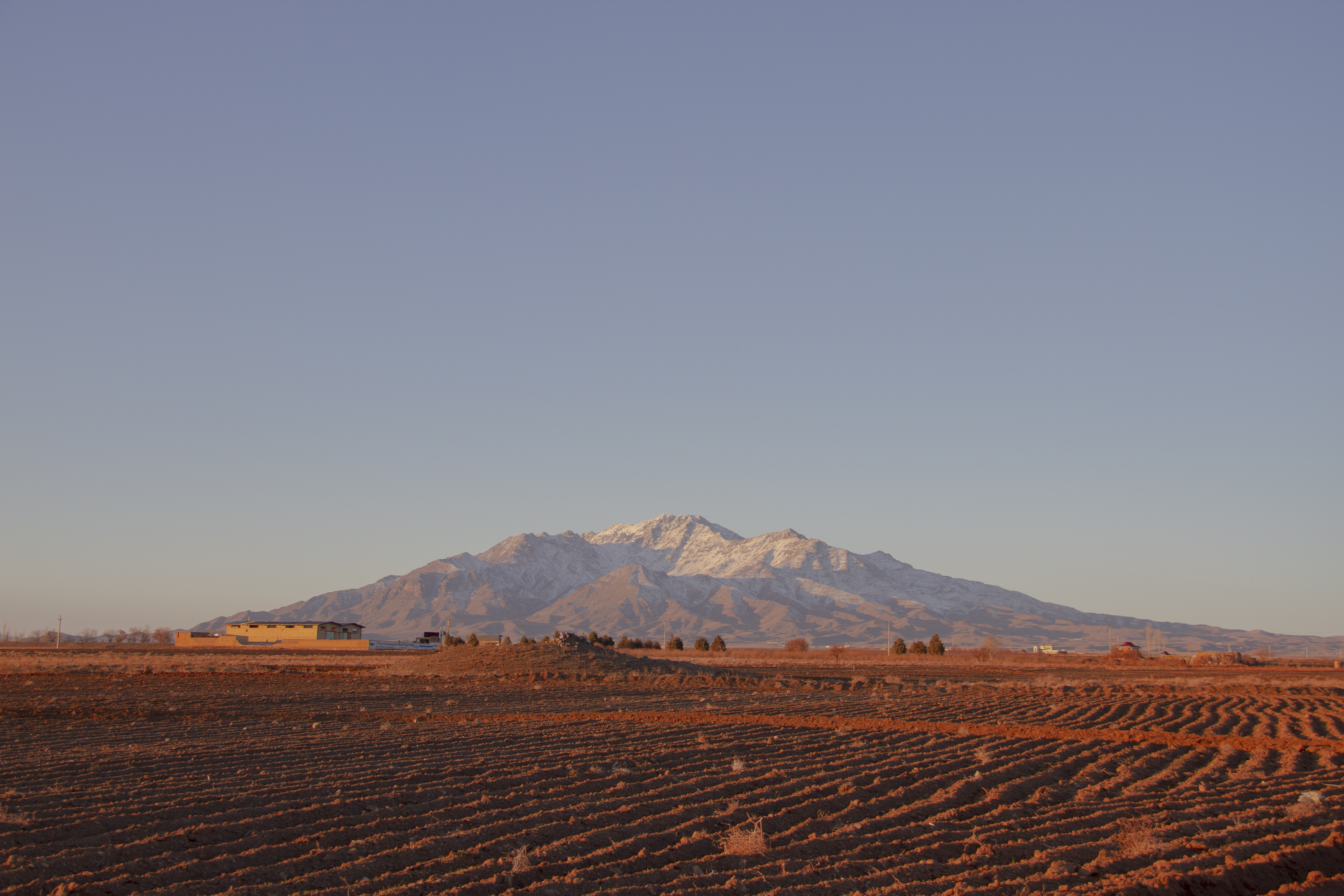
ورودی روستای تاج خاتون در استان قم